# Barentsiidae
Los baréntsidos (Barentsiidae) son una familia de entoproctos que contiene cuatro géneros. Son animales sésiles que se alimentan por filtración del plancton mediante su corona tentacular y pueden ser hermafroditas. La familia también es llamada Urnatellidae aunque este último nombre está en desuso. 

## Taxonomía
A continuación se muestra los géneros, especies y los autores de su descripción:
- Barentsia
  - Barentsia antarctica Johnston & Angel, 1940
  - Barentsia benedeni (Foettinger, 1887)
  - Barentsia bullata (Fleming, 1826)
  - Barentsia capitata Calvet, 1904
  - Barentsia conferta Wasson, 1997
  - Barentsia discreta (Busk, 1886)
  - Barentsia elongata Jullien & Calvet, 1903
  - Barentsia gracilis (Sars, 1835)
  - Barentsia hildegardae Wasson, 1997
  - Barentsia hozawai Toriumi, 1949
  - Barentsia intermedia Johnston & Angel, 1940
  - Barentsia laxa Kirkpatrick, 1890
  - Barentsia macropus (Ehlers, 1890)
  - Barentsia major Hincks, 1889
  - Barentsia matsushimana Toriumi, 1951
  - Barentsia mutabilis Toriumi, 1951
  - Barentsia ramosa (Robertson, 1900)
  - Barentsia robusta O'Donoghue, 1924
  - Barentsia timida Verrill, 1900
  - Barentsia variarticulata (Andersson, 1899)
- Coriella
  - Coriella chernyshevi Borisanova & Potanina, 2016
  - Coriella stolonata Kluge, 1946
- Pedicellinopsis
  - Pedicellinopsis fruticosa Hincks, 1884
- Pseudopedicellina
  - Pseudopedicellina mutabilis Toriumi, 1951